# Norihiro Nishi
Norihiro Nishi (n. 9 mai 1980) este un fost fotbalist japonez.

## Statistici
| Japonia | Japonia | Japonia |
| An      | Meciuri | Goluri  |
| ------- | ------- | ------- |
| 2004    | 5       | 0       |
| Total   | 5       | 0       |